# چیگنیک لاگون
چیگنیک لاگون (به انگلیسی: Chignik Lagoon) شهری در بخش لیک اند پنینسولا ایالت آلاسکا است که جمعیت آن در سرشماری سال ۲۰۰۰ میلادی ۱۰۳ نفر بوده‌است.